# James Joyce Bridge
Die James Joyce Bridge, irisch Droichead James Joyce, ist eine 2003 eröffnete Straßenbrücke in Dublin, der Hauptstadt von Irland. Sie befindet sich in der Nähe der Guinness-Brauerei und überführt die Straße Blackhall Place über den Fluss Liffey, sodass die beiden Straßen entlang des Flusses miteinander verbunden werden.

## Geschichte
Die Brücke wurde im Rahmen des 1995 begonnenen Historic Area Rejuvenation Project (HARP) der Stadt Dublin gebaut, das eine Aufwertung der nordwestlichen Innenstadt vorsah. Dieser Bereich erlebte in den Jahren 1940 bis 1985 einen steten Niedergang mit Abwanderung der Bevölkerung und Geschäftsaktivitäten. Das von der EU unterstützte Programm sollte diese Entwicklung aufhalten und so weit wie möglich rückgängig machen.
Im Rahmen des HARP Projektes wurden zwei vom bekannten Stararchitekten Santiago Calatrava entworfene Brücken gebaut, die James Joyce Bridge und die Samuel Beckett Bridge. Erstere trägt ihren Namen nach dem irischen Schriftsteller James Joyce, der seine Kurzgeschichte Die Toten im Haus 15 Ushers Island am südlichen Brückenkopf spielen ließ. 

## Bauwerk
Das Brückendeck ist mit Stäben aus hochfestem Stahl an zwei 6,5 m hohen schräg nach außen geneigten Stahlrohrbögen aufgehängt. Über die 42 m lange Brücke führen vier Fahrspuren. Außerhalb der Bögen verlaufen auf beiden Seiten Fußgängerstege. Durch das auf beiden Seiten zum Fluss hin gebogen verlaufende Brückendeck variiert die Breite der Fußgängerstege von drei Meter beim Brückenkopf bis sieben Meter in der Mitte der Brücke. Geländer aus Glas ermöglichen einen freien Blick auf den Fluss. Der Gehweg ist in lichtdurchlässigen Glasplatten ausgeführt, die nachts beleuchtet sind.